# Zapasy na Igrzyskach Imperium Brytyjskiego i Wspólnoty Brytyjskiej 1966
Zapasy na Igrzyskach Imperium Brytyjskiego i Wspólnoty Brytyjskiej w 1966 odbyły się w Kingston.

## Mężczyźni

### Styl wolny
| Kat. wagowa |                  |                   |                  |
| ----------- | ---------------- | ----------------- | ---------------- |
| 52 kg       | Mohammad Nazir   | Shamrao Sable     | Peter Michienzi  |
| 57 kg       | Bishambar Singh  | Kevin McGrath     | Muhammad Saeed   |
| 63 kg       | Muhammad Akhtar  | Randhawa Singh    | Bert Aspen       |
| 70 kg       | Mukhtiar Singh   | Ray Lougheed      | Tony Greig       |
| 78 kg       | Muhammad Bashir  | Richard Bryant    | Hukum Singh      |
| 87 kg       | Muhammad Faiz    | Sebastien Donison | Michael Benarik  |
| 97 kg       | Robert Chamberot | Wallace Booth     | Bishwanath Singh |
| plus97 kg   | Bhim Singh       | Ikram Ilahi       | Denis McNamara   |

## Tabela medalowa
| Poz.    | Państwo       |   |   |   | Łącznie |
| 1       | Pakistan      | 4 | 1 | 1 | 6       |
| 2       | Indie         | 3 | 2 | 2 | 7       |
| 3       | Kanada        | 1 | 3 | 1 | 5       |
| 4       | Australia     | 0 | 1 | 1 | 2       |
| 5       | Szkocja       | 0 | 1 | 0 | 1       |
| 6       | Anglia        | 0 | 0 | 2 | 2       |
| 7       | Nowa Zelandia | 0 | 0 | 1 | 1       |
| Łącznie | Łącznie       | 8 | 8 | 8 | 24      |